# FK Bregalnica Štip
FK Bregalnica Štip (makedonski: ФK Брегалница Штип) sjevernomakedonski je nogometni klub iz Štipa. Trenutačno se natječe u Prvoj ligi Makedonije.

## Povijest
FK Bregalnica osnovana je 1921. godine. Nazvani su po Bregalnici, drugoj najvećoj rijeci u Sjevernoj Makedoniji, a nadimak im je Plavi jer su klupske boje pretežno tamnoplave. Svoje utakmice igraju na stadionu Gradskog stadiona Štip koji može primiti 4000 navijača. Najuspješnije godine kluba bile su one od 1964. do 1984., kada je četiri puta bio prvak Makedonske republičke lige, a 1981. osvojio je Kup Makedonije (tada su to bila regionalna jugoslavenska natjecanja). Tijekom sljedećih nekoliko godina došlo je do propadanja FK Bregalnice koje je obilježeno gubitkom najboljih igrača.

## Navijači
Pristaše Bregalnice Štip nazivaju se Falanga, po formaciji pješaštva i vojsci Aleksandra Velikog.

## Uspjesi
Makedonska republička nogometna liga
- 1963./64., 1966./67., 1975./76., 1983./84.

Makedonski republički nogometni kup
- 1981.

Druga makedonska nogometna liga
- 1995./96., 2003./04., 2020./21.

## Vanjske poveznice
- Službena web-stranica